# 埃利斯峰
埃利斯峰（英語：Ellis Cone）是南極洲的山峰，位於瑪麗伯德地，處於托尼山西南面，美國地質調查局根據測量和美國海軍拍攝的空中照片繪入地圖，現時由南極條約體系管理。